# 細野晴臣
細野 晴臣（ほその はるおみ、英語: Haruomi Hosono、1947年〈昭和22年〉7月9日 - ）は、日本のミュージシャン。 2008年、平成19年度芸術選奨の大衆芸能部門で文部科学大臣賞を受賞。

## 来歴

### 生い立ち
1947年（昭和22年）、東京都港区生まれ。父方の祖父は鉄道官僚で、タイタニック号処女航海唯一の日本人乗客であった細野正文。母方の祖父である中谷孝男はピアノ調律師、叔母が外資系の映画会社勤務という環境から、幼い頃からポピュラー音楽に親しんだ。
港区立白金小学校から越境で港区立青山中学校入学。バンカラな校風の青山中学時代にロックに興味を持ち、15歳あたりからギターを手に友人とバンドを組む。漫画家を志したこともあるが、立教高校（現：立教新座高校）・立教大学の同級生だった西岸良平の才能に感服し、漫画家を諦め音楽の道を進むことを決意する。
高校時代からフォークの洗礼を受け、ボーカルにも挑戦し始める。この頃、ボブ・ディランに大きな影響を受けた。

### ロックバンドの結成
立教大学在学中にベースをはじめ、数多くのバンドを経た1969年、エイプリル・フールのベーシストとしてメジャー・デビュー。その後、大瀧詠一、松本隆、鈴木茂とはっぴいえんどを結成。細野本人は当初、日本語でロックを歌うことに反対していたが、結果として日本語ロックの礎を築く。1973年のはっぴいえんど解散後、ソロ活動と並行して鈴木茂、林立夫、松任谷正隆とキャラメル・ママ（のちにティン・パン・アレーと改名）を結成。演奏・プロデュースチームとして多数のアーティストの楽曲に参加、荒井由実、矢野顕子などのプロデュースも行う。
自身のソロ・アルバムでは、1stアルバム『HOSONO HOUSE』（1973年）は、当時埼玉県狭山市のアメリカ村にあった自宅で録音を行う。その後の『トロピカル・ダンディー』（1975年）、『泰安洋行』（1976年）、『はらいそ』（1978年）と続く「トロピカル三部作」では南国・楽園志向にアプローチした。この三部作でのニューオーリンズや沖縄、ハワイ、中国などの音楽をごった煮にしたサウンドは海外の好事家からも注目されるようになる（この作品に加えて、プロデュース作品である西岡恭蔵の『ろっかばいまいべいびい』がある。名義上はプロデュースだが、実質は共作である）。漫画家の諸星大二郎のファンであり、彼の漫画のタイトルから曲名をつけたこともある。

### 『イエロー・マジック・オーケストラ』結成
シンセサイザー・コンピュータを用いた音楽やディスコへの興味が高まっていた1978年、元サディスティック・ミカ・バンドの高橋幸宏、当時スタジオ・ミュージシャンでもあった坂本龍一とイエロー・マジック・オーケストラ（YMO）を結成。当初は細野主体の企画もののバンドと捉えられていたが、1980年にはその活動がブームを巻き起こす。
YMOの成功をきっかけにメディアにも露出するようになり、アイドル・歌謡曲界への多数の楽曲提供、新人発掘のためのレーベル「¥EN」の高橋との共同による立ち上げなど、個人としても精力的に活動を行う。
また、ビデオ・ゲーム『ゼビウス』の音源をダンス・ミュージックにアレンジした『ビデオ・ゲーム・ミュージック』（1984年）をプロデュース。ゲーム・ミュージックが音楽ジャンルとして確立するきっかけを作った。

### 『イエロー・マジック・オーケストラ』散開後
1983年のYMO散開（解散）後は、テイチクに移籍し、「Non Standard」と「Monado」の2つのレーベルを立ち上げる。Non Standardレーベルからはピチカート・ファイヴやWorld Standardを輩出。また、自身の代表作として映画『銀河鉄道の夜』のサウンド・トラックを手掛ける。Monadoレーベルからは実験的な作品を中心にいわゆる「観光音楽」と呼ばれる作品を発表。代表作として映画『パラダイスビュー』のサウンド・トラックを手掛ける。
この時期は旧知である松本隆の依頼で松田聖子への楽曲提供を行うなど他者への楽曲提供も盛んに行っている。一方で聖子と激しいライバル関係にあった中森明菜に対しても楽曲提供を行っており、同じく松本と旧知である松任谷由実が明菜に対し楽曲提供を行っていないのとは対照的である。
その後、1989年にEPIC/SONY RECORDSに移籍し、アルバム『オムニ・サイト・シーイング』を発表。また、映画『紫式部 源氏物語』のサウンドトラックを手掛ける。その後、アルバム『メディスン・コンピレーション』を発表。その後もプロデューサーや作曲家としての活動や映画音楽の提供（『メゾン・ド・ヒミコ』他）などをこなしながらも、アルバム発表や多くの他アーティストとのユニット（別項参照）結成など自己の音楽活動も枚挙に暇がない。

### 1990年代以降
YMO時代からの多忙に加えて、日本のバブル崩壊以前の消費社会に幻滅し、1980年代後期にはワールド・ミュージック、1990年代にはアンビエント・ミュージックに深くアプローチし、大量消費されない音楽を模索した。
自身のレーベル「daisyworld discs」を1996年に創設、2002年よりYMO時代の盟友、高橋幸宏とスケッチ・ショウ (SKETCH SHOW) を結成しフォーキーなエレクトロニカサウンドに取り組む。また2005年にはHISにてシングルをリリース、翌年この名義にて忌野清志郎のライブに参加するなどしている。
SKETCH SHOWは坂本龍一ともコラボレートしており、ライヴやコンピレーション・アルバムでは3人でヒューマン・オーディオ・スポンジ (HAS) として活動も行う。2007年にはHASとしてのライブ活動のほか、YMOとしても「RYDEEN 79/07」を発表、さらにはHASYMOとしても「RESCUE」を発表するなど、活発な活動を行っている。

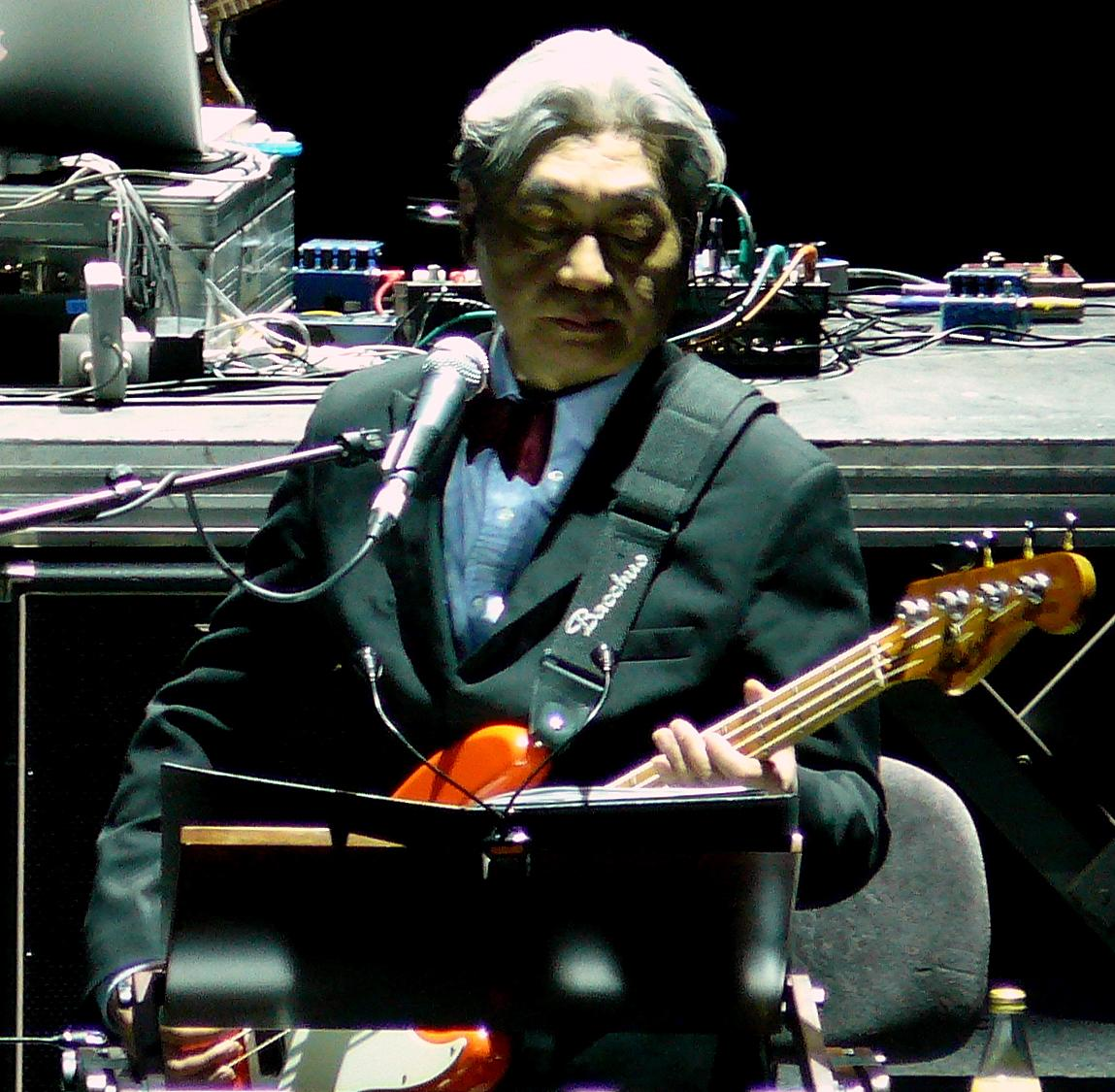
YMO 2008年ライブ

その一方で、2005年9月に狭山稲荷山公園で行われたハイドパーク・ミュージック・フェスティバルでは久々にボーカルをとって『HOSONO HOUSE』の曲を披露。以降、東京シャイネスやハリー・ホソノ・クインテットなどのユニットを結成し、カントリー&ウェスタンスタイルのライブ活動を行う。これらの活動は2007年9月に発売されたアルバム「FLYING SAUCER 1947」として結実する。また、同年4月に坂本龍一の立ち上げたレーベル「commmons」からトリビュート・アルバムが発売され、同年7月にはトリビュート・ライブが日比谷野外音楽堂で催された。2008年にトリビュート・アルバムの続編も発表されている。
2007年2月7日に発売されたCD-BOX『Harry Hosono Crown Years 1974-1977』のDisc3で1976年5月8日に横浜市横浜中華街の中華レストラン「同發新館」に招待客を集めてディナーショー形式で行なわれた、通称「中華街ライブ」の音源が初CD化する。このライブで細野はベースではなくマリンバを担当。細野以外のバックメンバーはベース田中章弘、ギター鈴木茂、ドラム林立夫、パーカッションとフルート浜口茂外也、キーボードは後に細野とYMOを組む坂本龍一、ピアノは後にYMOのツアーにサポートキーボーディストとして参加する矢野顕子、そしてホーンセクションの人達（ライブのメンバー紹介MCで細野はホーンセクションの人達は紹介していない）。坂本龍一や矢野顕子が参加したりYMOでカバーされる「Firecraker」が披露された面、またソロライブはほぼ音源化されていない為貴重な音源である。
2008年3月、平成19年度芸術選奨の大衆芸能部門で文部科学大臣賞を受賞。
2011年、『くるり×細野晴臣 東北ツアー』を開催。2013年から4年間、京都精華大学ポピュラーカルチャー学部の客員教授を務める。2015年、『キネマ旬報』に連載したコラム「映画を聴きましょう」で、第42回キネマ旬報読者賞を受賞。2020年度朝日賞受賞。

## 人物
音楽家としての活動以外にも、俳優としてテレビドラマや映画に出演したり、また低音が響く声が評価され、TV番組やコマーシャルのナレーターとして起用されることも増えている。しかし、本人は自分の声が嫌いなようで、YMOのアルバム『BGM』に収録されている「ラップ現象」など、イコライザーで自身の声の低域をカットしている楽曲もある。また、声の低さ故はっぴいえんどのアルバム「風街ろまん」収録「風をあつめて」の曲作りには苦労したと言う。
一般的にはベーシストとして知られているがギター、ピアノ、オルガン、ドラムス、ヴィブラフォン、シロフォン、三味線とマルチに演奏できる。実際にクラウン時代の『トロピカル・ダンディー』や『泰安洋行』では、上記した楽器を演奏しているほか、ドラマーとしては、実際に大瀧詠一の「恋の汽車ポッポ」で、別名の宇野主水で参加している。
狭山に住んでいた頃、「寝図美」という名前の猫を飼っていた。以前の飼い主であるフォークシンガーの遠藤賢司が名付けた。遠藤が自宅アパートで飼っていたが大家に見つかって飼えなくなり、細野が預かることになったという。
1970年代にはいくつかの雑誌にコラムを書いている。当時出したアルバムのことなどである。それらのコラムは、CD-BOX『HARRY HOSONO CROWN YEARS 1974-1977』のブックレットに転載されており、読むことができる。アルバム『トロピカル・ダンディー』の歌詞カードにも「島について」というコラムを寄せている。
母方の祖父、中谷孝男は、日本楽器製造（現ヤマハ）のオルガン部門勤務を経て、社団法人日本ピアノ調律師協会の前身である全国ピアノ技術者協会の創設に力尽。 文筆の才に優れ、数多くのピアノ技術書を翻訳して刊行し、国立音楽大学の音響工学科講師を務める等日本屈指のピアノ調律師として名を馳せた。
喫煙者であり、デビュー50周年記念ドキュメンタリー映画『NO SMOKING』のタイトルは、自身がヘビースモーカーであることに由来している。2021年現在は、受動喫煙対策により禁煙の場所が増えてきたことから、「もうずいぶん前から迫害を受けてる」と語っている。
YMOメンバーである高橋幸宏とはYMO結成以前から長い交流があり、2人が初めて出会ったのは、軽井沢の「三笠ホテル」（現在は国の重要文化財）で開かれたダンスパーティーで、細野が大学生、高橋が高校生のときであった。
ベーシストで、シャッポ及びCHO CO PA CO CHO CO QUIN QUINのメンバーである細野悠太は孫。

### 祖父・細野正文とタイタニック号
細野の父方の祖父である細野正文は、日本人で唯一豪華客船タイタニック号に乗船し、事故から生還した人物である。映画『タイタニック』の公開に合わせ、1998年にウォルター・ロード『タイタニック号の最期』（佐藤亮一訳、ちくま文庫）が再刊され、細野は祖父のことを記した文章を寄せた。また、ギャヴィン・ブライアーズの『タイタニック号の沈没』の1994年版CDの日本盤ライナーノーツでも、本件に関する質疑に答えている。
細野が1985年に『銀河鉄道の夜』のアニメ映画の音楽を担当した時には、偶然ではなく運命的なものと捉えたとコメントしている。
細野は2012年に、事故犠牲者の共同墓地があるカナダのハリファックスを訪れており、その模様は2012年6月7日のNHK BSプレミアム『旅のチカラ』にて放送され、大西洋海洋博物館に展示されている乗船名簿に祖父の名を見つける。事故が起きた100年前と同じ4月21日に行われた追悼式を再現した式典に参加し、犠牲者の共同墓地も訪れた。細野は、同じミュージシャンとしてタイタニック号沈没まで演奏していて犠牲になった8人の音楽家のことが気になっていたという。

## 関連バンド・ユニット
- エイプリル・フール
- はっぴいえんど
- キャラメル・ママ
- ティン・パン・アレー
- イエロー・マジック・オーケストラ
- フレンズ・オブ・アース（a.k.a F.O.E）
- HIS
- LOVE,PEACE&TRANCE
- スウィング・スロー - コシミハルとのユニット
- HAT
- ハリーとマック - 久保田麻琴とのユニット
- KALABISA - 久保田麻琴、照屋林賢とのユニット
- ティンパン - 林立夫、鈴木茂とのユニット
- スケッチ・ショウ
- ヒューマン・オーディオ・スポンジ
- 環太平洋モンゴロイドユニット - 雲龍、浜口茂外也、三上敏視とのユニット
- 東京シャイネス
- ハリー・ホソノ&ワールドシャイネス
- HASYMO

## ディスコグラフィ

### シングル
|                             | 発売日               | タイトル                                           | B面                        | 販売形態             | 最高順位             | 備考                                                     |
| ベルウッド・レコード        | ベルウッド・レコード | ベルウッド・レコード                               | ベルウッド・レコード       | ベルウッド・レコード | ベルウッド・レコード | ベルウッド・レコード                                     |
| --------------------------- | -------------------- | -------------------------------------------------- | -------------------------- | -------------------- | -------------------- | -------------------------------------------------------- |
| 1st                         | 1973年9月25日        | 恋は桃色                                           | 福は内鬼は外               | 7インチシングル      |                      | 2017年7月19日：アナログで復刻発売                        |
| CROWN / PANAM               |                      |                                                    |                            |                      |                      |                                                          |
| 2nd                         | 1975年6月            | 絹街道                                             | ハニー・ムーン             | 7インチシングル      |                      |                                                          |
| 3rd                         | 1976年4月25日        | 北京ダック                                         | ブラック・ピーナッツ       | 7インチシングル      |                      | 1997年6月26日：Vivid盤発売                               |
| アルファレコード / ￥・E・N |                      |                                                    |                            |                      |                      |                                                          |
| 4th                         | 1982年11月21日       | 三国志メイン・テーマ                               | 三国志ラヴ・テーマ         | 7インチシングル      |                      | NHK「人形劇 三国志」テーマ曲                             |
| 5th                         | 1984年8月29日        | スーパー・ゼビウス                                 | GAPLUS THE TOWER OF DRUAGA | 12inch               |                      |                                                          |
| ノン・スタンダード          |                      |                                                    |                            |                      |                      |                                                          |
| 6th                         | 1984年11月5日        | Making of NON-STANDARD MUSIC/Making of MONAD MUSIC |                            | 12inch               | 41位                 |                                                          |
| FOA RECORDS                 |                      |                                                    |                            |                      |                      |                                                          |
| 7th                         | 1998年6月1日         | JADO KEN ISHII                                     | NAGA                       | Maxi                 |                      | ケン・イシイがリミックスを手がけた楽曲を収録したシングル |
| KAKUBARHYTHM / medium       |                      |                                                    |                            |                      |                      |                                                          |
| 8th                         | 2023年10月4日        | Undercurrent                                       |                            | 配信                 |                      | 映画「アンダーカレント」の素材を再構築した音源作品       |
| 8th                         | 2024年3月13日        | Undercurrent                                       | 10inch                     |                      |                      | 映画「アンダーカレント」の素材を再構築した音源作品       |

### オリジナル・アルバム
|                                      | 発売日               | タイトル                                                        | 販売形態             | 最高順位             | 備考 |
| ベルウッド・レコード                 | ベルウッド・レコード | ベルウッド・レコード                                            | ベルウッド・レコード | ベルウッド・レコード | ベルウッド・レコード |
| ------------------------------------ | -------------------- | --------------------------------------------------------------- | -------------------- | -------------------- | --- |
| 1st                                  | 1973年5月25日        | HOSONO HOUSE                                                    | LP                   |                      | 1979年：ベルウッド1500シリーズ (LP) 発売 1981年：LP再発 1989年3月21日：CD化 1991年9月21日：ベルウッド・クラシックス (CD) 発売 1995年4月5日：ベルウッド・セレクション 21+2 (Q盤) 発売 1996年9月15日：Vivid盤 (LP) 発売 2000年2月4日：ベルウッド名盤コレクション (CD) 発売 2001年5月26日：LP再発 2005年3月24日：CDリマスター再発 2012年10月3日：ベルウッド40周年記念盤 (CD) 発売 2014年12月10日：ベルウッド・LPコレクション (LP) 発売 2017年9月20日：ベルウッド45周年記念盤 (UHQCD) 発売 |
| CROWN / PANAM                        |                      |                                                                 |                      |                      | |
| 2nd                                  | 1975年6月25日        | トロピカル・ダンディー                                          | LP                   | 50位                 | 1984年：The MEIBAN シリーズ (LP) 発売 1985年11月21日：CD化 1990年6月21日：CD再発 1993年6月21日：CD再発 1995年5月21日：CD選書 (Q盤) 発売 1995年11月10日：Vivid盤 (LP) 発売 2000年12月16日：CD再発 2015年7月8日：Blu-spec CD2発売 |
| 3rd                                  | 1976年7月25日        | 泰安洋行                                                        | LP, CT               | 77位                 | 1984年：The MEIBAN シリーズ (LP) 発売 1986年1月21日：CD化 1990年6月21日：CD再発 1993年6月21日：CD再発 1995年5月21日：CD選書 (Q盤) 発売 1995年11月10日：Vivid盤 (LP) 発売 2000年12月16日：CD再発 2015年7月8日：Blu-spec CD2発売 |
| アルファレコード                     |                      |                                                                 |                      |                      | |
| 4th                                  | 1978年4月25日        | はらいそ（ハリー細野とイエロー・マジック・バンド名義）          | LP, CT               |                      | 1988年8月10日：CD化 1992年8月21日：CD再発 1994年9月28日：CD再発 2005年3月24日：CDリマスター再発 2019年5月15日：SACDハイブリッド・アナログ盤リマスター再発 |
| キングレコード                       |                      |                                                                 |                      |                      | |
| 5th                                  | 1978年9月21日        | COCHIN MOON（コチンの月）（細野晴臣 & 横尾忠則名義）            | LP                   |                      | 1985年：KING COlleCTOR'S ITEMシリーズ (LP) 発売 1989年10月21日：CD化 1992年11月21日：ソングライター・ルネッサンス (CD) 発売 2005年3月24日：CDリマスター再発 |
| アルファレコード / ￥・E・N          |                      |                                                                 |                      |                      | |
| 6th                                  | 1982年5月21日        | フィルハーモニー                                                | LP, CT               | 33位                 | 1988年8月10日：CD化 1992年8月21日：CD再発 1994年9月28日：CD再発 2005年3月24日：CDリマスター再発 2019年5月15日：SACDハイブリッド・アナログ盤リマスター再発 |
| 冬樹社                               |                      |                                                                 |                      |                      | |
| 7th                                  | 1984年9月10日        | 花に水                                                          | カセットブック       |                      | 2020年11月3日：シングルカセット復刻発売 |
| ノン・スタンダード                   |                      |                                                                 |                      |                      | |
| 8th                                  | 1984年11月10日       | Making of NON-STANDARD MUSIC/Making of MONAD MUSIC              | 12inch               |                      | 2001年11月21日：CD化 2015年12月16日：SHM-CD発売 |
| 9th                                  | 1984年12月16日       | S・F・X（細野晴臣 with FRIENDS OF EARTH名義）                   | LP, CT               | 35位                 | 1985年2月21日：CD化 1990年9月21日：CD再発 1996年2月21日：CD選書 (Q盤) 発売 2001年11月21日：CD再発 2008年12月17日：SHM-CD発売 2015年12月16日：SHM-CD再発 |
| モナドレーベル                       |                      |                                                                 |                      |                      | |
| 10th                                 | 1985年8月21日        | コインシデンタル・ミュージック                                  | LP, CT               | 61位                 | 1985年11月21日：CD化 1990年9月21日：CD再発 1996年2月21日：CD選書 (Q盤) 発売 2008年12月17日：SHM-CD発売 |
| 11th                                 | 1985年9月21日        | マーキュリック・ダンス                                          | LP, CT               |                      | 1985年11月21日：CD化 1990年9月21日：CD再発 1996年2月21日：CD選書 (Q盤) 発売 2008年12月17日：SHM-CD発売 |
| 12th                                 | 1985年10月21日       | エンドレス・トーキング                                          | LP, CT               |                      | 1985年12月16日：CD化 1990年9月21日：CD再発 1996年2月21日：CD選書 (Q盤) 発売 2008年12月17日：SHM-CD発売 |
| EPIC/SONY RECORDS                    |                      |                                                                 |                      |                      | |
| 13th                                 | 1989年7月21日        | omni Sight Seeing                                               | CD                   |                      | 2009年1月28日：リマスター再発 2020年11月4日：SACDハイブリッド・アナログ盤リマスター再発 |
| Epic/Sony Records                    |                      |                                                                 |                      |                      | |
| 14th                                 | 1993年3月21日        | メディスン・コンピレーション                                    | CD                   |                      | 2009年1月28日：リマスター再発 2020年11月4日：SACDハイブリッド・アナログ盤リマスター再発 |
| ミディアム                           |                      |                                                                 |                      |                      | |
| 15th                                 | 1995年9月10日        | GOOD SPORT                                                      | CD                   |                      | |
| フォア・レコード                     |                      |                                                                 |                      |                      | |
| 16th                                 | 1995年10月25日       | ナーガ                                                          | CD                   |                      | |
| SPEEDSTAR RECORDS                    |                      |                                                                 |                      |                      | |
| 17th                                 | 2007年9月26日        | FLYING SAUCER 1947（ハリー細野 & ザ・ワールド・シャイネス名義） | CD                   | 57位                 | 2013年5月22日：アナログ盤発売 |
| daisyworld discs                     |                      |                                                                 |                      |                      | |
| 18th                                 | 2008年7月9日         | 細野晴臣アーカイヴスvol.1                                       | CD                   | 115位                | 2013年5月22日：再発 |
| SPEEDSTAR RECORDS / daisyworld discs |                      |                                                                 |                      |                      | |
| 19th                                 | 2011年4月20日        | HoSoNoVa                                                        | CD                   | 21位                 | 2013年5月22日：アナログ盤発売 |
| 20th                                 | 2013年5月22日        | Heavenly Music                                                  | CD, LP               | 12位                 | |
| SPEEDSTAR RECORDS                    |                      |                                                                 |                      |                      | |
| 21st                                 | 2017年11月8日        | Vu Jà Dé                                                        | CD                   | 18位                 | |
| 22nd                                 | 2019年3月6日         | HOCHONO HOUSE                                                   | CD, LP               | 10位                 | 2023年5月25日：アナログ盤発売 |

### ライブ・アルバム
|                   | 発売日            | タイトル                                | 販売形態          | 最高順位          | 備考              |
| SPEEDSTAR RECORDS | SPEEDSTAR RECORDS | SPEEDSTAR RECORDS                       | SPEEDSTAR RECORDS | SPEEDSTAR RECORDS | SPEEDSTAR RECORDS |
| ----------------- | ----------------- | --------------------------------------- | ----------------- | ----------------- | ----------------- |
| 1st（23rd）       | 2021年2月10日     | あめりか/Hosono Haruomi Live in US 2019 | CD, LP, 配信      | 26位              |                   |

### サウンドトラック
|                                | 発売日             | タイトル                 | 販売形態           | 最高順位           | 備考 |
| ノン・スタンダード             | ノン・スタンダード | ノン・スタンダード       | ノン・スタンダード | ノン・スタンダード | ノン・スタンダード |
| ------------------------------ | ------------------ | ------------------------ | ------------------ | ------------------ | --- |
| 1st                            | 1985年7月7日       | 銀河鉄道の夜             | LP, CT             |                    | メインテーマは90年代に入ってCMでも使われた。 1985年8月1日：CD化 1990年9月21日：CD再発 1996年2月21日：CD選書 (Q盤) 発売 2008年12月17日：SHM-CD発売 2018年12月12日：CD特別版発売 |
| モナドレーベル                 |                    |                          |                    |                    | |
| 2nd                            | 1985年9月21日      | パラダイスビュー         | LP, CT             |                    | 1985年11月21日：CD化 1990年9月21日：CD再発 1996年2月21日：CD選書 (Q盤) 発売 2008年12月17日：SHM-CD再発                                                                         |
| EPIC・ソニー                   |                    |                          |                    |                    | |
| 3rd                            | 1987年11月21日     | 紫式部 源氏物語          | LP, CT, CD         |                    | 1993年9月22日：CD再発 2009年1月28日：CDリマスター再発 |
| ワーナーミュージック・ジャパン |                    |                          |                    |                    | |
| 4th                            | 2005年8月24日      | メゾン・ド・ヒミコ       | CD                 |                    | |
| SPEEDSTAR RECORDS              |                    |                          |                    |                    | |
| 5th                            | 2018年6月8日       | 万引き家族               | 配信               |                    | |
| 6th                            | 2020年11月13日     | Malu 夢路                | 配信               |                    | |
| 7th                            | 2021年12月2日      | Music for Films2020-2021 | 配信               |                    | 2022年4月22日：アナログ盤発売 |

### リミックス・アルバム
|                   | 発売日           | タイトル                                     | 販売形態         | 最高順位         | 備考             |
| アルファレコード  | アルファレコード | アルファレコード                             | アルファレコード | アルファレコード | アルファレコード |
| ----------------- | ---------------- | -------------------------------------------- | ---------------- | ---------------- | ---------------- |
| 1st               | 1992年3月21日    | 細野晴臣 in the '90s THE MICHAEL BROOK REMIX | CD               |                  |                  |
| Epic/Sony Records |                  |                                              |                  |                  |                  |
| 2nd               | 1993年9月22日    | MENTAL SPORTS MIXES                          | LP, CD           |                  |                  |
| PROGRESSIVE FOrM  |                  |                                              |                  |                  |                  |
| 3rd               | 2004年4月20日    | MIX FORM                                     | CD               |                  |                  |

### ベスト・アルバム
| 発売日               | タイトル                                             | 販売形態      | 最高順位      | 備考                   |
| CROWN / PANAM        | CROWN / PANAM                                        | CROWN / PANAM | CROWN / PANAM | CROWN / PANAM          |
| -------------------- | ---------------------------------------------------- | ------------- | ------------- | ---------------------- |
| 1983年               | HARRY UP HOSONO - HARUOMI HOSONO BEST SELECTIONS     | LP            |               | 1996年5月22日：CD選書  |
| 1984年9月20日        | 細野晴臣 BEST 12                                     | CD            |               |                        |
| 1987年10月21日       | 細野晴臣 17 SONGS                                    | CD            |               |                        |
| 1989年10月5日        | 細野晴臣 BEST                                        | CD            |               |                        |
| 1992年9月23日        | 細野晴臣 ベスト15                                    | CD            |               |                        |
| ベルウッド・レコード |                                                      |               |               |                        |
| 1982年               | アーリー 細野晴臣                                    | LP            |               | 1985年11月21日：CD再発 |
| ノン・スタンダード   |                                                      |               |               |                        |
| 1988年9月21日        | THE BEST INSTRUMENTAL MUSIC OF HARUOMI HOSONO "CALM" | CD            |               |                        |
| アルファレコード     |                                                      |               |               |                        |
| 1990年9月11日        | 決定版 細野晴臣ベスト・セレクション                  | CD            |               |                        |
| SPEEDSTAR RECORDS    |                                                      |               |               |                        |
| 2019年8月28日        | Hosono Haruomi Compiled By Hoshino Gen               | 2CD           | 23位          |                        |
| 2019年9月25日        | Hosono Haruomi Compiled By Oyamada Keigo             | 2CD           | 43位          |                        |

### トリビュート・アルバム
|          | 発売日        | タイトル                                                 | 販売形態 | 最高順位 | 備考     |
| commmons | commmons      | commmons                                                 | commmons | commmons | commmons |
| -------- | ------------- | -------------------------------------------------------- | -------- | -------- | -------- |
| 1st      | 2007年4月25日 | 細野晴臣トリビュートアルバム -Tribute to Haruomi Hosono- | CD       | 23位     |          |
| 2nd      | 2008年1月23日 | 細野晴臣 STRANGE SONG BOOK -Tribute to Haruomi Hosono 2- | CD       | 55位     |          |

### ボックス・セット
|                                          | 発売日           | タイトル                           | 販売形態         | 最高順位         | 備考             |
| daisyworld discs                         | daisyworld discs | daisyworld discs                   | daisyworld discs | daisyworld discs | daisyworld discs |
| ---------------------------------------- | ---------------- | ---------------------------------- | ---------------- | ---------------- | ---------------- |
| 1st                                      | 2000年3月23日    | HOSONO BOX 1969-2000               | CD               |                  |                  |
| ノン・スタンダード                       |                  |                                    |                  |                  |                  |
| 2nd                                      | 2002年2月27日    | MONAD BOX                          | CD               |                  |                  |
| CROWN / PANAM                            |                  |                                    |                  |                  |                  |
| 3rd                                      | 2007年2月7日     | Harry Hosono Crown Years 1974-1977 | CD+DVD           | 57位             |                  |
| コロムビアミュージックエンタテインメント |                  |                                    |                  |                  |                  |
| 4th                                      | 2009年4月29日    | 細野晴臣の歌謡曲 20世紀BOX         | CD               | 64位             |                  |

### 映像作品
- 東京シャイネス（2006年9月21日）
- 細野晴臣と地球の仲間たち~空飛ぶ円盤飛来60周年・夏の音楽祭~（2008年3月26日）
- 細野晴臣 A Night in Chinatown（2016年12月21日）
- Hosono Haruomi 50th ~Music, Comedy and Movie~（2021年2月10日）

### ユニット
- フレンド・オア・フォー?（1985年）- フレンズ・オブ・アース名義
- デクライン・オブ・O.T.T（1986年）- フレンズ・オブ・アース名義
- セックス・エナジー・アンド・スター（1986年）- フレンズ・オブ・アース名義
- 日本の人（1991年）- HIS名義
- LOVE, PEACE & TRANCE（1995年）- LOVE, PEACE & TRANCE名義
- N. D. E（1995年）- 細野晴臣+ゴウ・ホトダ ビル・ラズウェル 寺田康彦名義
- Tokyo-Frankfurt-New York（1996年）- HAT名義
- Interpieces Organization（1996年）- 細野晴臣&ビル・ラズウェル名義
- swing slow（1996年）- スウィング・スロー名義
- Quiet Logic（1998年）- MIXMASTER MORRIS, JONAH SHARP, HARUOMI HOSONO名義
- DSP Holiday（1998年）- HAT名義
- ルイジアナ珍道中（1999年）- ハリーとマック名義

### 参加作品

#### 音楽監修
- ビデオ・ゲーム・ミュージック（1984年4月25日）
- 200EC7 LATTICE（2000年4月27日）
  - PlayStation用ゲーム。株式会社ハムスターのMajor Wave シリーズ。
- 南の島の小さな飛行機 バーディー オリジナル・サウンド・トラック（2006年8月2日）
- EX MACHINA ORIGINAL SOUNDTRACK（2007年10月17日）
- グーグーだって猫である オリジナル・サウンドトラック（2008年8月27日）

#### その他
- PACIFIC（1978年）「最後の楽園」、「スラック・キー・ルンバ」、「コズミック・サーフィン」
- エーゲ海 (the AEGEAN SEA)（1979年）「レゲ・エーゲ・ウーマン」、「ミコノスの花嫁」
- 新版 電気的行楽 -POP GOES ON ELECTRO（1998年）「esc」
- MUJI BGM1980-2000（2000年）
  - 1980年から誕生して20周年目の2000年まで無印良品店内で掛けられたオリジナルBGMを集めたコンピレーション・アルバムで、disc-aの「Original BGM」、「Talking-BGM ver.」が細野の作品。ただし、店頭販売は終了（廃盤）している。
- 井上陽水トリビュート（2019年）「Pi Po Pa (Reiwa mix)」
- パーティー/終りの季節(2020年) - KEEPON、久保田真琴と共同

## 演奏で参加したことのある主なアーティスト
細野は1970年代に多くのアーティストの作品で演奏に参加している。ここでは、はっぴいえんど、ティン・パン・アレーとして以外で演奏に参加したことのあるアーティストを記する。
- あがた森魚
- 有山岸
- 生田敬太郎
- いとうたかお
- 井上陽水
- 遠藤賢司
- 大瀧詠一
- 大野義雄
- 大貫妙子
- 岡林信康
- 小椋佳
- 加川良
- 笠井紀美子
- 加藤和彦
- 金延幸子
- ガロ
- 喜多嶋修
- 小坂忠
- 斎藤任弘
- ザ・ディランII
- 沢チエ
- ジミー・蒔田
- 高田渡
- CHARA
- 寺本圭一
- 冨田ラボ
- 友部正人
- 中川イサト
- 中川五郎
- 中島みゆき
- 中村一義
- 中山ラビ
- 西岡恭蔵
- 布谷文夫
- 平尾昌晃
- ブレッド&バター
- 星野源
- ミッキー・カーチス
- 南正人
- 南佳孝
- 森山良子
- 矢野顕子
- 山下達郎
- 山本コウタロー
- 和田アキ子 など

## 提供楽曲

### あ行
アーバン・ダンス
- REMAKING OF NON-STANDARD MUSIC
- ALIENLOVER

あがた森魚
- ヴヰクトリアルの夜

秋山絵美
- キョンシー!!!
- 蘭の園

朝比奈マリア
- おんなともだち
- 金色のなぎさ

アポジー & ペリジー
- 真空キッス
- 月世界旅行

石川さゆり
- 寝ても覚めてもブギウギ

いしだあゆみ & ティン・パン・アレイ・ファミリー
- 私自身
- ひとり旅
- ダンシング
- 真夜中のアマン
- ムーン・ライト
- バイ・バイ・ジェット

市川実和子
- 雲に隠れて

伊武雅刀
- 飯場の恋の物語
- だって、ホルモンラブ

忌野清志郎
- あいつの口笛

イモ欽トリオ
- ハイスクールララバイ
- 失恋レッスン(A・B・C)
- 雨のライダーブルース
- ティアドロップ探偵団
- ティーンエイジ・イーグルス
- エレクトリック・スーパーマン

UA
- 月がきえてゆく

エブリシング・プレイ
- Lull In A Rain

遠藤京子
- オー・ミステイク

大空はるみ
- ラグーン・ホテル
- 悪い夏

太田莉菜
- PUZZLE-RIDDLE

小川美潮
- 光の糸 金の糸

### か行
柏原芳恵
- しあわせ音頭

風コーラス団
- リンドン

門あさ美
- 退屈と二つの月

金井夕子
- チャイナローズ
- Wait My Darling
- ハートブレーカーのために
- 走れウサギ

かまやつひろし
- 仁義なき戦い

KAYO
- 三つ編みヒロイン

川上さんと長島さん
- きたかチョーさんまってたドン
- 正しいプロ野球訓辞小唄

川村万梨阿
- 月夜の子猫

神崎ゆう子
- 誰もいないXmas

キップ・レノン
- Fireboy Meets His Match（恋のファイヤーボーイ）

キララとウララ
- タキシード・ムーンで夕食を

KinKi Kids
- 99%

クッキーモンスター（菊地慧）
- クッキーソング

久保田麻琴と夕焼け楽団
- バイ・バイ・ベイビー
- 一緒に歩いて!!

クミコ
- ままごと

クレスト・フォー・シンガーズ
- サン・シェイド

黒川芽以
- ぼくの気持ち

ゲルニカ
- 来たれ 死よ

研ナオコ
- 日本人形

小池玉緒
- 三国志ラヴ・テーマ
- 鏡の中の十月
- Automne Dans Un Miroir
- TAMAGO
- カナリヤ

小泉今日子
- 連れてってファンタァジェン
- は・じ・め・て
- 快力！ヨーデル娘

小泉今日子 & 細野晴臣
- グッド グッド

甲田益也子
- Sleep In Peace

小坂一也
- 住むなら世田谷区

小坂忠
- どろんこまつり
- ありがとう
- 春が来た
- ほうろう
- ボン・ボヤージ波止場
- しらけちまうぜ
- 流星都市
- アイスクリームショップガール
- He comes with the glory
- Lost people
- Hot or cold

コシミハル
- 夕べの祈り PRIE-DIEU
- 天使に寄す L'acqua Sonora
- おませな情事

コスミック・インベンション
- プラトニック学園
- コズミック・サーフィン

### さ行
斉藤任弘
- 終わりの季節

坂本冬美
- Oh, My Love?ラジオから愛のうた?
- 幸せハッピー

坂本龍一 & カクトウギ・セッション
- ニューロニアン・ネットワーク

サンディー
- IDOL ERA
- SHANTIH
- EATING PLEASURE
- ZOOT KOOK
- Water 4 A Barren Heart
- ライフ～THERE IS NOTHING HIGHER THN YOUR LIFE～

サンディー&ザ・サンセッツ
- GONG LOOP
- DHYANA PURA
- STICKY MUSIC
- WALK AWAY
- THE KISSER

シーナ
- ワイ ワイ ワイ

シーナ&ザ・ロケッツ
- YOU MAY DREAM
- INDIAN HEART

少女隊
- SIAM PARADISE

スーザン
- AH! SOKA
- 恋せよおとめ

スターボー
- ハートブレイク太陽族
- TOKYOベイ・ブルース
- 月世界ナイト
- 火星のプリンセス
- 100億光年の恋人

ザ・スリー・ディグリーズ
- ミッドナイト・トレイン

SoulJa
- CASSIS

### た行
ダークダックス
- ダンディ・ダンディ

高田みどり・佐藤允彦
- Madorone

高田漣
- ペットショップ
- ペパカフェ・ブルース

高橋美枝
- ピンクの鞄（トランク）

高橋幸宏
- 悲しきブルーカラーワーカー (BLUE COLOUR WORKER)
- 大いなる希望
- 昆虫記
- SEA CHANGE

竹内まりや
- 輝くスターリー・ナイト

竹中直人
- かわったかたちのいし

タンゴ・ヨーロッパ
- ダンスホールで待ちわびて

Chappie
- 七夕の夜、君に逢いたい

つみきみほ
- 時代よ変われ
- サヨナラのあくる日

デューク・エイセス
- あすは花の海

といぼっくす
- エンド・タイトル

戸川純
- 玉姫様

Tomomi
- きみに会いたいな

### な行
中川翔子
- 心のアンテナ
- ネコブギー（しょこたん♥はるおみ名義） - おまかせ!みらくるキャット団、オープニングテーマ

中原香織
- 銀河鉄道の夜

中森明菜
- ルネサンス－優しさで変えて－
- モナムール（グラスに半分の黄昏）
- 禁区
- 100℃バカンス

西村知美
- 天使のゆびさき
- 木の葉は緑、空は青

### は行
花田ゆういちろう・小野あつこ
- いるよ[注 6]

浜口茂外也グループ
- Camel Walk

早瀬優香子
- 椿姫の夏

ピエール瀧
- まるちゃんの静岡音頭

藤川なお美
- 演歌はぐれ鳥

藤真利子
- Prologue
- 天使と魔法
- Epilogue
- 危険な眠り

藤村美樹
- 仏蘭西映画
- 夢・恋・人。
- 妖星傅
- 春 Mon Amour

ブレッド&バター
- THE LAST LETTER

ザ・ベンチャーズ
- Octopus Tree

ボーイ・ジョージ
- Fireboy Meets His Match（恋のファイヤーボーイ）

星野源
- ただいま

堀江美都子
- キテレツ大百科のうた

### ま行
松田聖子
- ブルージュの鐘
- 黄色いカーディガン
- 天国のキッス
- わがままな片想い
- ガラスの林檎
- ピンクのモーツァルト
- 硝子のプリズム

松原みき
- Paradise Beach（ソフィーのテーマ）

松本伊代
- 月下美人

MANNA
- 資生堂 Fressy

真鍋ちえみ
- ねらわれた少女
- 蒼い柿
- 不思議・少女
- ナイトトレイン・美少女
- ロマンチスト

水谷麻里
- パステルの雨

ミッキー・カーチス
- TENGOKU NO YORU

森進一
- 紐育物語
- ルームキー
- ウイスキー色の街で

森高千里
- ミラクルライト
- ミラクルウーマン
- Hey!犬
- ビーチ・パーティー
- カリプソの娘

森山良子
- DISNEY MORNING

### や行
八木さおり
- SAYONARA
- 心

薬師丸ひろ子
- 紅い花、青い花
- 透明なチューリップ

安田成美
- 風の谷のナウシカ
- 風の妖精
- 銀色のハーモニカ

安野ともこ
- Flower Bird Wind Moon
- Sur La Terra
- Mystérieux

やまがたすみこ
- 夢色グライダー

山下久美子
- 赤道小町ドキッ

山田恭子
- コロ助まちをゆく

山田邦子
- 哲学しよう

ユー・アンド・ミー・オルガスムス・オーケストラ
- 咲坂と桃内のごきげんいかが1・2・3

裕木奈江
- 青空挽歌
- いたずらがき
- 空気みたいに愛してる
- 宵待ち雪
- 時空の舞姫

YUKI
- Sunday Girl

吉田美奈子
- ラムはお好き?

### ら行
RAJIE
- 月の光

リンダ・キャリエール
- Sunday Girl (A Song To Drown Out Screaming)
- All That Bad
- Child On An Angel's Arm
- Socrates

### わ行
ワールドスタンダード
- COUNTRY SAD BALLAD MAN
- エリザベスカラー

和田アキ子
- 見えない世界

### その他
- クイズグランプリ（フジテレビ）- 1975年頃から最終回までのオープニングテーマ
- NHKニュースTODAY（NHK総合テレビ）- オープニングテーマ

## 著書、関連書籍
- レコード・プロデューサーはスーパーマンをめざす（1979年8月、CBS・ソニー出版）
- 地平線の階段（1979年11月、八曜社）
- レコード・プロデューサーはスーパーマンをめざす（1984年7月、徳間書店）
- 花に水（1984年9月、冬樹社） - カセットブック
- 技術の秘儀（1984年12月、朝日出版社）※吉成真由美との共著
- 地平線の階段（1985年5月、徳間書店）
- 観光（1985年6月、角川書店）※中沢新一との共著
- ネコの日（198年6月、八曜社）
- 音楽少年漂流記（1988年1月、新潮社）
- 細野晴臣 OMNI SOUND (1990年3月、リットーミュージック) ※編著・オムニ・サウンド編集委員会
- 季刊音楽誌「H2」エイチ・ツー創刊0号（1991年9月、筑摩書房）※責任編集
- The endless talking 細野晴臣インタビュー集（1992年3月、筑摩書房） ※編・北中正和 のち平凡社ライブラリー、2005年
- テクノドン（1993年7月、小学館）※編著・後藤繁雄
- アンビエント・ドライヴァー（2006年9月、マーブルトロン） のち、ちくま文庫、2016年
- 対談の本 ロックンロールから枝豆まで（2007年3月、マーブルトロン）
  - 高野寛、ムッシュかまやつ、大瀧詠一、コシミハル、テイ・トウワ、鮎川誠+シーナ、忌野清志郎、ジム・ジャームッシュ
- 細野晴臣 分福茶釜（2008年6月、平凡社）※聞き手・鈴木惣一朗　のち平凡社ライブラリー、2011年
- 神楽感覚（2008年10月、作品社）※鎌田東二との共著
- HOSONO百景 いつか夢に見た音の旅（2014年3月、河出書房新社）※編・中矢俊一郎　のち河出文庫、2017年
- 細野晴臣 とまっていた時計がまたうごきはじめた（聞き手・鈴木惣一郎）平凡社、2014.11　のち平凡社ライブラリー、2019年
- 地平線の相談（2015年3月、文藝春秋）※星野源との共著
- 細野晴臣 録音術 ぼくらはこうして音をつくってきた（2015年12月、DU BOOKS）※著・鈴木惣一朗
- 映画を聴きましょう（2017年11月7日、キネマ旬報社）
- 細野晴臣と彼らの時代 (2020年12月、文藝春秋) ※著・門間雄介

## 主な出演番組
- 細野晴臣 DAISYWORLD （J-WAVE） - 放送終了
- Daisy Holiday（InterFM DAISY HOLIDAY! 毎週日曜25:30-26:00）
- スマイル（関西テレビ放送 毎週水曜21:54-22:00）- ナレーション（放送終了）
- 大科学実験（NHK教育テレビ 毎週水曜19:40-19:50 毎週金曜午前10:45〜午前10:55 他）- ナレーション
- Eテレ2355（NHK教育テレビ 毎週月曜〜金曜23:55〜24:00）- オープニング曲『2355氏、帰る』ヴォーカル、タイトルコール（サウンドロゴ）
- きこえタマゴ!（NHKラジオ第1）- オープニングナレーション
- 細野晴臣イエローマジックショー（2001年1月23日、NHK BS2）
  - 細野晴臣イエローマジックショー2（2019年1月2日、NHK BSプレミアム）
  - 細野晴臣イエローマジックショー3（2020年1月1日、NHK BSプレミアム）
  - 細野晴臣イエローマジックショー4（2025年1月30日、NHK総合）
- おげんさんといっしょ（2017年5月4日、NHK総合） - 長男 役
- 「横尾忠則　87歳の現在地」（2024年6月2日、NHK BS）- 語り[12]

## CM
- 富士写真フイルム -『フジカセット』YMOとして出演（1980年） ※広告は1980年 - 1981年
- 麒麟麦酒
  - 『ビヤ樽』※田中康夫・春風亭小朝と共演（1983年）
  - キリンラガービール（2007年）※YMOとして出演。BGMは「RYDEEN 79/07」/YMO
- SK&F -『コンタック600』（1983年）※BGMは「Pietro Germi」
- ナムコ - namcot「オモいカルチャーをオモチャーという」（1984年）※BGMは「NON-STANDARD MIXTURE」
- ライオン - 全自動洗濯機用洗剤 Dash「いえ、それではなく全自動用の……」（1989年）
- 東芝 カラーテレビ -「BAZOOKA（バズーカ）」（1989年）
- NEC - 「NECパソコンフェア'93」（1993年）
- サターン ※ナレーションのみ（1997年）
- ローソン：ローソンへ行かなくちゃ -（Let's Go!、Let's go!II、SWEET CANDY、いつもの店、ミラクルライト）（1997年 - 1999年） ※森高千里と夫婦役で共演。
- NTT東日本 iタウンページ ※ナレーションのみ（1998年）
- NTTドコモ - ポケベル ※加藤あいと共演のサルの声で出演。「サル語、お上手ですね」（2000年）
- TBCグループ 「エステは進化していますTBC」ハカセくん篇（2001年）- ハカセくんの声で出演。木村拓哉と共演
- トヨタ自動車
  - ナレーション（2003年）
  - カローラフィールダー（2007年、2015年）※2007年版（2代目・E140G前期型）は図書館司書の役で木村拓哉と共演、2015年版（3代目・E160G後期型）は木村拓哉のほか加藤ミリヤ、石川さゆりと共演
- ツムラ（現：バスクリン）- 入浴剤『きき湯』「炭酸効果の粒が効く〜」（2003年〜2004年）
- サントリー - 烏龍茶『音韻調』※ナレーション（2005年）※BGMは二胡アレンジによる「ライディーン」/YMO
- 東京ガス（2010年）※妻夫木聡と共演
- 江崎グリコ - ポッキー（2010年）※YMOとして出演。BGMは「ライディーン」
- 旭化成ホームズ - ヘーベルハウス（2012年）※ナレーション。BGMも細野によるもの。
- 資生堂 - IHADA（2015年）※ナレーション
- パルコ - Happy Holidays（2024年）
- キユーピー - キユーピー マヨネーズ「時間の旅」篇（2025年）※ナレーション。

## 映画
- 宵待草（1974年、神代辰巳監督）- 音楽
- 夏の秘密（1982年、川上裕通監督）- 音楽
- プルメリアの伝説 天国のキッス（1983年、河崎義祐監督）- 主題歌「天国のキッス」・挿入歌「プルメリアの花」作曲担当
- 居酒屋兆治（1983年、降旗康男監督）- 出演
- A Y.M.O. FILM PROPAGANDA（1984年、佐藤信監督）- 出演
- 危険な女たち（1985年、野村芳太郎監督）- 作曲（主題曲「ミステリユ」）
- 四月の魚（1985年、大林宣彦監督）- 出演
- 銀河鉄道の夜（1985年、杉井ギサブロー監督）- 音楽
- パラダイスビュー（1985年、高嶺剛監督）- 音楽、出演
- 人間の約束（1986年、吉田喜重監督）- 音楽
- 紫式部 源氏物語（1987年、杉井ギサブロー監督）- 音楽
- 微熱少年（1987年、松本隆監督）- 出演
- ほしをつぐもの（1990年、小水一男監督）- 音楽
- サザン・ウィンズ（1993年）- 音楽[13]
- On The Way（2000年、崔在銀監督）- 音楽
- メゾン・ド・ヒミコ（2005年、犬童一心監督）- 音楽
- EX MACHINA -エクスマキナ-（2007年、荒牧伸志監督）- 音楽、音楽監修
- グーグーだって猫である（2008年、犬童一心監督）- 音楽、テーマソング
- ノルウェイの森（2010年、トラン・アン・ユン監督）- 出演
- モヒカン故郷に帰る（2016年、沖田修一監督）- 主題歌「MOHICAN」[14]
- 万引き家族（2018年、是枝裕和監督）- 音楽:第42回日本アカデミー賞最優秀音楽賞受賞
- 犬ヶ島（2018年、ウェス・アンダーソン監督）- 日本語吹替[15]
- ある船頭の話（2019年、オダギリジョー監督）- 出演[16]
- NO SMOKING（2019年、佐渡岳利監督） - 主演（ドキュメンタリー映画）[17]
- SAYONARA AMERICA（2021年、佐渡岳利監督） - 主演（ドキュメンタリー映画）
- アンダーカレント（2023年、今泉力哉監督）- 音楽

## テレビドラマ
- はぐれ刑事（日本テレビ / 1975）- 音楽
- 家路〜ママ・ドント・クライ（TBS / 1979）- 出演
- 人形劇 三国志（NHK総合テレビ / 1982）- テーマ曲製作
- 南の島の小さな飛行機 バーディー（NHK総合テレビ / 2005・アニメーション作品）- 音楽
- ウォーカーズ〜迷子の大人たち（NHK総合テレビ / 2006）- 音楽
- ペンション・恋は桃色（フジテレビ / 2020）- 出演[18]、音楽、主題歌「恋は桃色」
- オリバーな犬、 (Gosh!!) このヤロウ（NHK総合テレビ / 2021・2022） - 出演